# London Southend Airport

i7
```
   
i7.2
```

i11
i13
Der London Southend Airport (IATA-Code: SEN, ICAO-Code: EGMC) ist ein britischer Verkehrsflughafen bei Southend-on-Sea, etwa 60 km östlich von London.

## Geschichte
Auf dem Areal des heutigen London Southend Airport befand sich ab 1914 ein Stützpunkt des Royal Flying Corps. In den 1960er-Jahren war der Flughafen mit etwa 700.000 Passagieren im Jahr der drittgrößte im Großraum London.
2008 wurde er durch die Stobart Group übernommen. Am 19. März 2010 wurde ein umfangreiches Ausbau- und Modernisierungsprogramm genehmigt, mit dem aus dem London Southend Airport ein moderner Regionalflughafen für den Großraum London werden soll, der auch gegenüber den anderen Flughäfen Londons konkurrenzfähig ist. Unter anderem wird die Start- und Landebahn verlängert. Zudem wurde ein neuer Tower und ein Flughafenbahnhof errichtet.
Im April 2012 wurde die zweite Phase der Flughafenerweiterung genehmigt. Das Terminalgebäude soll um 90 Meter verlängert werden, um Platz für zusätzliche Sicherheitskontrollen, Gepäckbänder, Geschäfte und Restaurants sowie eine Abfluglounge zu bieten. Die Kapazität des Flughafens wird auf ein Wachstum auf zwei Millionen Passagiere pro Jahr bis 2020 ausgelegt. Im Jahr 2014 wurden 1.102.358 Passagiere befördert. Im Oktober 2012 eröffnete ein Hotel der Kette Holiday Inn am Flughafen.
London-Southend ist seit Juli 2012 neben Heathrow, Gatwick, Stansted, Luton und City der sechste offizielle IATA-Flughafen der Stadt London.
Im August 2013 wurde London-Southend in einer Umfrage zum Flughafen mit der landesweit höchsten Kundenzufriedenheit gewählt. Gleichzeitig wurde die Fertigstellung einer Terminalerweiterung zur Kapazitätserhöhung für Ende 2013 angekündigt.

## Lage und Verkehrsanbindung
Der Flughafen liegt etwa drei Kilometer nördlich von Southend-on-Sea und etwa 60 km östlich der Innenstadt von London. Er ist über die Schnellstraße A127 an den Motorway M25 angebunden.
Seit Juli 2011 verfügt er über einen eigenen Bahnhof namens Southend Airport, der von Abellio Greater Anglia unter anderem mit dem Bahnhof Liverpool Street verbunden wird. Die Fahrzeit nach London beträgt hier etwa 50 Minuten.

## Fluggesellschaften und Ziele
Von Southend aus werden primär Ziele in Europa und Nordafrika angeflogen. Hauptanbieter ist easyJet.
Im deutschsprachigen Raum wird Southend ab dem Winterflugplan 2025/26 mit dem Flughafen Berlin Brandenburg verbunden.

## Zwischenfälle
- Am 28. Juli 1959 ließ sich bei einer Vickers Viking 1 des East Anglian Flying Service (Luftfahrzeugkennzeichen G-AHPH) vor der Landung auf dem Flughafen Southend das rechte Hauptfahrwerk nicht ausfahren. Daher wurde versucht, auf der Grasfläche neben der Landebahn zu landen. Allerdings brach dabei das Fahrwerk vollständig zusammen und das Flugzeug wurde irreparabel beschädigt. Alle 39 Insassen, die drei Besatzungsmitglieder und 36 Passagiere, überlebten den Unfall.[13]

- Am 9. Oktober 1960 überrollte eine Handley Page Hermes IV der britischen Falcon Airways (G-ALDC) bei der Landung auf dem Flughafen Southend bei Aquaplaning-Bedingungen das Landebahnende. Das Flugzeug prallte gegen einen Erdwall am Rande des Flughafens. Bei der Berührung mit dieser Böschung brach die Bugradstrebe aus ihrer oberen Befestigung. Das Flugzeug kam auf einem angrenzenden Bahngleis zum Stillstand und wurde irreparabel beschädigt. Alle 76 Insassen, fünf Besatzungsmitglieder und 71 Passagiere, überlebten den Unfall. Es war der letzte Totalschaden einer Handley Page Hermes.[14]

- Am 3. Mai 1967 stürzte eine Vickers Viscount 812 der britischen Channel Airways (G-AVJZ) unmittelbar nach dem Start vom Flughafen Southend ab. Die Besatzung befand sich auf einem Testflug für die Lufttüchtigkeit des Flugzeugs und hatte zuvor den Propeller eines Triebwerks in Segelstellung gebracht. Bei dem Absturz wurden zwei Personen am Boden getötet. Die drei Piloten überlebten.[15]

- Am 4. Mai 1968 überrollte eine Vickers Viscount 812 der britischen Channel Airways (G-APPU) auf dem Flughafen Southend das Ende der Landebahn und kollidierte mit einem Erdwall. Die Maschine war mit zu hoher Geschwindigkeit aufgesetzt worden, außerdem hatte der Kapitän die Parkbremse betätigt. Dies führte zum Verlassen der Landebahn und zu einer Kollision mit einem Erdwall. Das Flugzeug wurde irreparabel beschädigt. Alle 83 Insassen, die vier Besatzungsmitglieder und 79 Passagiere, überlebten den Unfall. Das Flugzeug wurde als Totalverlust abgeschrieben.[16]

- Am 3. Juni 1971 entstanden an einer Douglas DC-3/C-47B-35-DK der niederländischen Moormanair (PH-MOA) nach dem Nachtstart vom Flughafen Southend am rechten Triebwerk eine Ölleckage und ein Leistungsverlust. Bei der Notlandung nach der Rückkehr setzte die Maschine erst nach der halben Landebahnlänge auf, überrollte das Bahnende und kollidierte mit einem Erdwall. Das Flugzeug wurde irreparabel beschädigt. Alle 36 Insassen, vier Besatzungsmitglieder und 32 Passagiere, überlebten den Unfall; zwei Passagiere wurden verletzt.[17]

- Am 4. Oktober 1974 verunglückte eine Douglas DC-6B der belgischen Delta Air Transport (OO-VGB) beim Start auf dem Flughafen Southend Municipal. Der Flugingenieur hatte das Fahrwerk eingefahren, kurz bevor die Maschine abheben sollte und sich gerade noch auf der Startbahn befand. Alle 105 Insassen, sechs Besatzungsmitglieder und 99 Passagiere, überlebten den Unfall. Das Flugzeug wurde als Totalverlust abgeschrieben.[18]

- Am 11. Januar 1988 wurde eine geparkte Vickers Viscount 806 der British Air Ferries (BAF) (G-APIM) auf dem Flughafen Southend von der Short 330 G-BHWT der ebenfalls britischen Fairflight Charters gerammt, die gerade zur Startbahn rollte, als ihre Bugradsteuerung ausfiel. Dieses Flugzeug hatte schon länger Probleme mit dem Hydrauliksystem und war außerdem lange Zeit ohne jede Wartung im Freien geparkt gewesen. Alle Insassen beider Maschinen blieben unverletzt, allerdings wurden auch beide Flugzeuge irreparabel beschädigt.[19][20]

- Am 13. Juli 2025 stürzte ein Kleinflugzeug kurz nach dem Start vom Flughafen Southend ab. Dabei kamen vier Menschen ums Leben.[21]